# Rivincita (film)
Rivincita (Speakeasy) è un film del 1929 diretto da Benjamin Stoloff.
È un film drammatico statunitense con Paul Page, Lola Lane e Henry B. Walthall. È basato sul lavoro teatrale di Edward Knoblock e George Rosener. Racconta le vicende di una giornalista newyorchese che si innamora di un pugile. Il film si considera perduto; è sopravvissuta solo la colonna sonora tramite una serie di dischi in Vitaphone.

## Produzione
Il film, diretto da Benjamin Stoloff su una sceneggiatura di Frederick Hazlitt Brennan e Edwin J. Burke con il soggetto di Edward Knoblock e George Rosener (autori del lavoro teatrale), fu prodotto da William Fox per la Fox Film Corporation.

## Distribuzione
Il film fu distribuito con il titolo Speakeasy negli Stati Uniti dall'8 marzo 1929 al cinema dalla Fox Film Corporation. È stato distribuito anche in Italia con il titolo Rivincita.

### Promozione
La tagline è: "WILLIAM FOX Presents 100% DIALOGUE MOVIETONE MELODRAMA".